# Росішка
Росі́шка — невеличке село в Великобичківській селищній громаді Рахівського району Закарпатської області України.

## Географія
Приватні господарства розкидано кількома схилами карпатських пагорбів. Над селом височіє гора Кобила висотою 1177 метрів над рівнем моря. У селі протікає потік Росошка, що впадає в річку Кісва. Знаходиться за 35 км від районного центру міста Рахів та за 8 км від найближчої залізничної станції Великий Бичків. До кордону з Румунією приблизно шість кілометрів.

## Історія
Заснована Росішка на початку ХІІІ століття, у 1207 році.
Протягом XVII—XVIII ст. Росішка входила до складу Бичківської домінії, але займала в ній особливе, привілейоване становище, оскільки жителі села сплачували менші податки, ніж мешканці інших сіл домінії. Пояснюється це особливостями заснування Росішки (у старих джерелах — Росушки). У 1663 році колишній трансильванський князь Ференц Рийдеї видав привілей кріпаку Андрію Купічу, у якого було аж 24(!) дітей, на право поселитися в цьому місці. У привілеї зазначалося, що Купіч, на відміну від інших, повинен був сплачувати власнику землі Рийдеї лише 2 куниці, 4 форінти соляних грошей. В урбарії 1672 року зазначається, що це привілейоване село і складається воно лише із двох земельних наділів, а серед кріпаків згадується ім'я Федора Купіча. Росішка втратила своє привілейоване становище на початку XVIII ст., коли Бичківська домінія стала казенною.

## Населення
Згідно з переписом УРСР 1989 року чисельність наявного населення села становила 1014 осіб, з яких 480 чоловіків та 534 жінки.
За переписом населення України 2001 року в селі мешкало 1137 осіб.
Більшість місцевого населення працевлаштовано за кордоном, а саме в Чехії, менше в Словаччині, Польщі, Росії та ін. Решта працевлаштованого населення в своїй більшості це державні працівники або приватні підприємці. 

### Мова
Розподіл населення за рідною мовою за даними перепису 2001 року:
| Мова       | Відсоток |
| ---------- | -------- |
| українська | 99,21 %  |
| російська  | 0,70 %   |
| молдовська | 0,09 %   |

## Релігійні споруди

### Церква св. пр. Іллі (1932 рік)
Дерев'яна церква, споруджена від 1930 до 1932 р., є цікавим поєднанням гуцульської (центричної) та базилічної архітектурних традицій.
З боку вівтаря церква виглядає як хрещата гуцульська церква з більшою баштою над перехрестям та з ліхтариками, увінчаними главками над раменами перехрестя.
Західне рамено видовжене у формі базиліки й увінчане нижчою баштою-дзвіницею з цибулястою банею. Довжина споруди становить 16 м, ширина — 12 м, висота стін — 7 м, висота вежі — 10 м.
Активістом православної громади став Микола Дмитрович Попадич, пізніше закатований у радянських концтаборах. Палкий український патріот, він вважав, що українці повинні сповідувати київську віру. Головним майстром був Павлюк з Великого Бичкова. З ним працювали вже згаданий Микола Попадич, Іван Ігнатюк, Олекса Гриджук, Микола Грицак — всі росіщани. Кошти зібрали місцеві ґазди. Дехто продавав воли чи корови, щоб зібрати гроші на церкву.
Федір Ільчишин купив великий дзвін, Іван Ігнатюк — два малі. Дзвони відлив майстер Дулов в Ужгороді. Земельну ділянку, що зветься Середня Кривуля, дав для церкви Дмитро Грицак.
Старшим куратором тоді був Іван Оленчук, куратором — Іван Щербан, церківником та заступником церківника — Юрій Гриджук та Микола Янюк, а першим священиком став о. Носа. Іконостас привезли з Устє-Рік аж у 1960 р.
Під час великого ремонту в 1997 р. іконостас замінили і доповнили новими іконами. Тоді ж брати Ворохти перемалювали настінне малювання, а дахи вкрили новою бляхою.
За спогадами церківника Юрія Юрійовича Гриджука (1926 р. н.), найбільше запам'яталися священики Василь Несух, монах Іван Жукан та о. Вербіцький.

### Церква Зішестя св. духа. Середина (XIXст.)
За переказами, занотованими Василем Васильовичем Скрипкою (1926 р. н.), давня дерев'яна церква була знесена зсувом землі.
Друга дерев'яна церква згоріла від полум'я свічок у середині XIX ст. Наступна дерев'яна церква згоріла в 1925 р. Священик С. Бендас у «Хроніці села Новоселиця» пише про навмисний підпал церкви внаслідок релігійного протистояння. Це підтверджують і місцеві старші люди, але називають 1924 р. У пожежі згоріли старі церковні книги та інші цінності. Вціліла чаша, подарована єпископом у 1871 р. У 1930-х роках греко-католики збудували дерев'яну каплицю і почали будувати муровану церкву. З приходом у 1945 р. радянської влади каплицю закрили і згодом розібрали, будівництво церкви припинили, вже вимуровані стіни розібрали.
Православна дерев'яна церква Святого Іллі, згоріла через несправності в електропроводці.
 Відроджену греко-католицьку громаду було зареєстровано 28 грудня 1995 p., a 23 червня 1996 р. єпископ Іван Маргітич посвятив пам'ятний хрест та камінь під спорудження греко-католицької церкви розмірами 18: 12 м в урочищі Лаз. До 1997 р. збудували прибудову 4: 12 м.
До кінця 1999 р. наполовину звели стіни. Церкву будують за проектом рахівського архітектора Михайла Кравчука. Очолює громаду куратор Андрій Грицак. В двохтисячному році, церкву було зведено повністю. Зарваз вже майже закінчено розпис стін, оздоблено унікальним дерев'яним іконостасом на кошти місцевої громади та жертводавців.
У спаленій церкві колись служив о. Йосип Бокшай, батько видатного художника Йосипа Бокшая, а також о. Петрович, о. Зомборій, о. Хома, о. Микола Савчук та інші.

## Культура
При сільській бібліотеці діє Бабусина світлиця — музей, де представлено історію села. В кутку стоять старий гуцул з гуцулкою у національних строях. Серед експонатів є гуцульське вбрання, старовині речі, якими користувалися горяни у побуті, зокрема, прядочки, жебрачки, глечики, трембіта, цимбали. Один експонат особливий — на прямокутному камені вибито квітку едельвейса.

## Відомі люди
Грицак Микола Андрійович (1908–1979) — лексикограф, поет, прозаїк, фольклорист;
Мирон Іван Васильович — останній в'язень сталінських таборів, 25 років провів у ГУЛАГу, член ОУН;
Скрипка Андрій — відомий художник;
Скрипка Василь — поет.